# Nothoschistus transatlanticus
Nothoschistus transatlanticus är en tvåvingeart som först beskrevs av Philippi 1865.  Nothoschistus transatlanticus ingår i släktet Nothoschistus och familjen svävflugor. Inga underarter finns listade i Catalogue of Life.